# Primeiro Decenvirato
O Primeiro Decenvirato, chamado em latim de Decemviri Legibus Scribundis Consulari Imperio, foi um colégio de romanos eleitos, chamados decênviros, para confeccionar as novas leis que regulariam o ordenamento jurídico romano numa tentativa de harmonizar o conflito de décadas entre plebeus e patrícios e, posteriormente, entre cônsules e tribunos da plebe, que estavam ameaçando o desenvolvimento da República Romana.

## Contexto
Em 454 a.C., com as duas classes num impasse, um acordo foi forjado para que fosse composto um grupo de patrícios e plebeus que deveria passar medidas que beneficiariam a todos. Três emissários (todos patrícios) — Espúrio Postúmio Albo Regilense, Aulo Mânlio Vulsão e Sérvio Sulpício Camerino Cornuto — foram enviados a Atenas para transcreverem as leis de Sólon e trazê-la de volta para Roma para serem estudadas.

## 452 a.C.
Em 452 a.C., plebeus e patrícios concordaram em nomear uma comissão de dez homens, os "decênviro com poder consular eleitos para escrever as leis", para preparem um códice legal que definisse os princípios do ordenamento jurídico romano; durante o mandanto dos decênviros, todos os demais cargos da magistratura romana foram suspensos. Além disso, às decisões dos decênviros não cabia apelação.
| “ | Eles escolheram os dez mais conspícuos dos Pais. Para que comandassem a República por um ano, do dia da eleição, com o poder que tinha os cônsules e, antes deles, o rei. E enquanto governaram os decênviros, cessaram as demais magistraturas. Para que eles pudessem propor as leis que seriam mais úteis para a República, escolhendo entre as melhores do relato da Grécia e entre os costumes do país. Que as leis escritas pelos decênviros, aprovadas pelo Senado e ratificadas pelo povo, valessem por todo o futuro | ” |
|   | — Dionísio, Antiguidades Romanas X, 55. |   |

## 451 a.C.
O primeiro grupo de decênviros, composto inteiramente por patrícios, assumiu o cargo em 451 e foi comandado por Ápio Cláudio e Tito Genúcio Augurino, que eram os cônsules daquele ano.
Cada decênviro administrava o governo por um dia, alternadamente, e o decênviro presidindo numa dado dia era precedido pelos lictores que portavam os fasces.
A administração da justiça, mesmo tendo-se abolido o direito de apelação, foi exemplar e os decênviros apresentaram um códice legal, as "Leis das X Tábuas", que foi depois complementado no Segundo Decenvirato e resultou na Lei das Doze Tábuas. Depois de acrescentadas algumas emendas propostas pelos cidadãos romanos, a nova lei foi aprovada pela assembleia das centúrias.
Dado que a comissão não conseguiu completar a tarefa de forma efetiva, pois terminou com duas tábuas adicionais ainda em estado inicial (que completariam as "Doze Tábuas"), patrícios e plebeus concordaram em eleger uma nova comissão para o ano seguinte, o Segundo Decenvirato.

## Decênviros
- Ápio Cláudio Crasso Inregilense Sabino
- Aulo Mânlio Vulsão
- Tito Genúcio Augurino
- Sérvio Sulpício Camerino Cornuto
- Tito Vetúrio Crasso Cicurino
- Públio Curiácio Fisto Trigêmino
- Públio Séstio Capitolino
- Tito Romílio Roco Vaticano
- Caio Júlio Julo
- Espúrio Postúmio Albo Regilense